# Astronomische Gesellschaft

Logo dell'Astronomische Gesellschaft.

L'Astronomische Gesellschaft, fondata nel 1863 a Heidelberg, è la seconda società astronomica più antica dopo la Royal Astronomical Society.
Sul finire dell'agosto 1863, Eduard Schönfeld, Karl Christian Bruhns e Wilhelm Foerster promossero un incontro a Heidelberg per la fondazione della Società. L'astronomo Julius Zech di Tubinga fu eletto primo presidente.
Nel 1882, l'Astronomische Gesellschaft fondò l'Ufficio centrale per i telegrammi astronomici a Kiel, dove rimase fino alla prima guerra mondiale quando fu trasferito all'Osservatorio Østervold di Copenaghen, in Danimarca, per essere gestito dall'Osservatorio dell'Università di Copenaghen .
Nel 18061 la AG, per iniziativa del suo presidente, Friedrich Argelander, promosse la realizzazione del più importante catalogo stellare del tempo, l'Astronomische Gesellschaft Katalog (AGK). Il catalogo fu pubblicato tra il 1890 and 1912, elencando la posizione di 5954 stelle fino alla nona magnitudine osservate presso la stazione astrometrica di Nikolaev (Mykolaïv). Nel 1920 la Società decise di realizzare un secondo catalogo, AGK2, che fu pubblicato tra il 1951 e il 1958 con dati fotografici realizzati presso gli osservatori di Amburgo e Bonn. Infine nel 1956 la AG decise di produrre un terzo catalogo, AGK3 che fu pubblicato nel 1975. Esso contiene le posizioni di 183145 stelle. 
Il congresso della AG dell'agosto 1939, tenuto a Danzica fu l'ultima fino al successivo di Gottinga del 1947. 
Dal 1995 la AG è associata alla Società Astronomica Europea. 

## Presidenti
- 1863 Julius Zech
- 1864 Friedrich Argelander
- 1867 Otto Wilhelm von Struve
- 1887 Arthur Auwers[3]
- 1889 Hugo Gyldén
- 1896 Hugo von Seeliger
- 1921 Svante Elis Strömgren
- 1930 Max Wolf
- 1932 Hans Ludendorff
- 1939 August Kopff
- 1947 Albrecht Unsöld
- 1949 Friedrich Becker
- 1952 Otto Heckmann
- 1957 Paul ten Bruggencate
- 1960 Hans Haffner
- 1966 Rudolf Kippenhahn
- 1969 Walter Fricke
- 1972 Hans-Heinrich Voigt
- 1975 Wolfgang Priester
- 1978 Theodor Schmidt-Kaler
- 1981 Gustav Andreas Tammann
- 1984 Michael Grewing
- 1987 Egon Horst Schröter
- 1990 Wolfgang Hillebrandt
- 1993 Hanns Ruder
- 1996 Werner Pfau
- 1999 Erwin Sedlmayr
- 2002 Joachim Krautter
- 2005 Gerhard Hensler
- 2008 Ralf-Jürgen Dettmar
- 2011 Andreas Burkert
- 2014 Matthias Steinmetz
- 2017 Joachim Wambsganß
- 2020 Michael Kramer

## Membri onorari
- Rudolf Kippenhahn (2016)
- Klaus Tschira (2011)
- Hans-Heinrich Voigt (2007)
- Reimar Lüst (1998)
- Martin Schwarzschild (1993)
- Erich Kirste (1992)
- Wilhelm Becker (1992)
- Albrecht Unsöld (1989)

## Premi
La società astronomica assegna i seguenti premi e riconoscimenti: 
- Medaglia Karl Schwarzschild
- Premio Ludwig Biermann
- Premio Bruno H. Bürgel
- Premio Hans-Ludwig-Neumann